# المصارعون (لوحة)
المصارعون (بالإنجليزية: The Wrestlers)‏، هي لوحة زيتية على ورق مقوى للفنان الإنجليزي وليام إيتي، رُسمت حوالي عام 1840 وموجودة حالياً في معرض يورك للفن، في يورك، إنجلترة. تصور اللوحة مباراة مصارعة بين رجل أسود ورجل أبيض، تلمع بشرتهما من العرق، ويظهران تحت الإضاءة المكثفة مع التركيز على منحنيات جسديهما وعضلاتهما. على الرغم من وجود القليل من التوثيق للوحة قبل عام 1947، فمن المرجح أنها رُسمت على مدار ثلاثة أمسيات في فصل الحياة بالأكاديمية الملكية.
نُقلت الأكاديمية الملكية إلى المباني الجديدة في ميدان الطرف الأغر عام 1837، وكان الاستوديو الذي يستخدمه فصل الحياة ضيقاً وحاراً، والذي كان يعتقد أنها بسبب تعرق الشخصيات المركزية. اشتهر إتي لرسمه السيدات العاريات أو شبه العاريات ضمن موضوعات تاريخية أو أسطورية لكنه رسم أيضاً رجال يشاركون في أشكال مختلفة من القتال.
في الفترة التي رُسمت فيها لوحة المصارعين، كانت الرياضة قد ازدادت شعبيتها، وكانت اللوحة بمثابة انعكاساً لذلك التوجه وجزءاً من التقليد الإنجليزي لنسخ أوضاع من الأعمال الهلينية. كما كان وقتاً لتغير الموقف البريطاني نحو العلاقات العرقية. كان إتي في الفترة يبذل مجهوداً واعياً بشكل عام لتوضيح الدروس الأخلاقية في عمله، وليس من الواضح ما إذا كان قد اختار الموضوع كشكل من أشكال التعليقات الاجتماعية أو ببساطة لأن التناقض بين البشرتين السوداء والبيضاء كان ملفتاً للنظر بصرياً.
على الرغم من أنه من المرجح أن لوحة المصارعين قد عرضت كجزء من الأعمال البارزة لإتي عام 1849، إلا أنها أصبحت لاحقاً جزءاً من مجموعة خاصة ولم تُعرض للعامة مرة أخرى لقرابة القرن. عام 1947 عُرضت للبيع؛ ولم تلق من المعارض التجارية إلا القليل من الاهتمام بسبب موضوعها، وتم شراؤها مقابل 40 جنيهاً من قبل معرض يورك للفن، حيث لا تزال موجودة. شكلت اللوحة جزءاً من المعارض الكبرى في عام 2002 و2011 و 2012.

## تكوين اللوحة

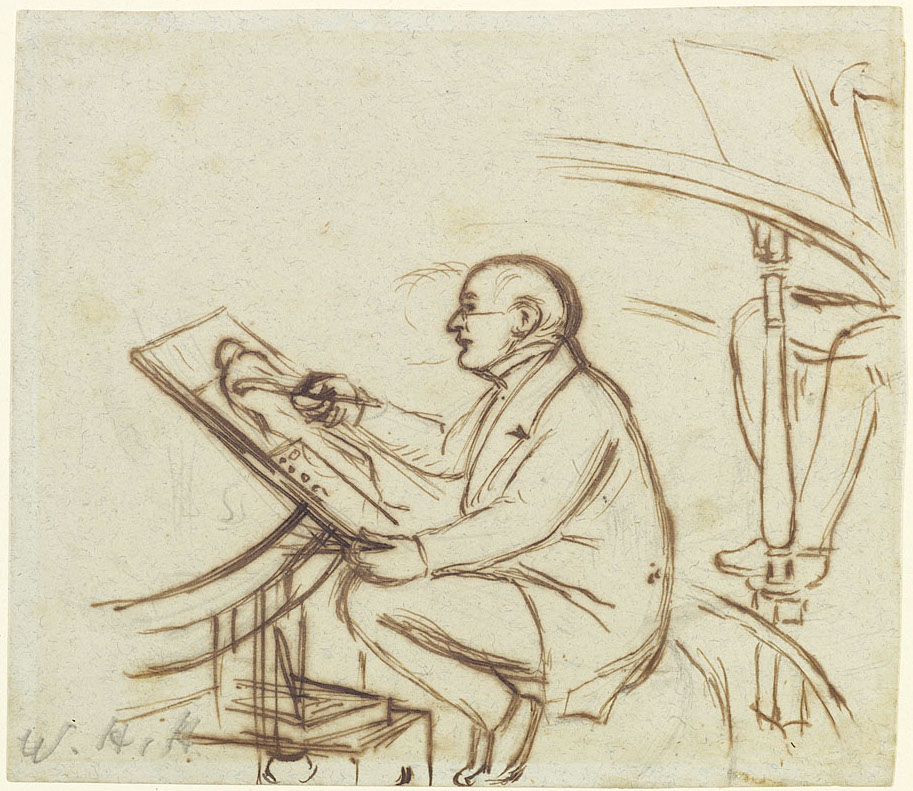
وليام إيتي في فصل الحياة، وليام إيتي (1840–1850، معرض يورك للفن)

### الموضوع

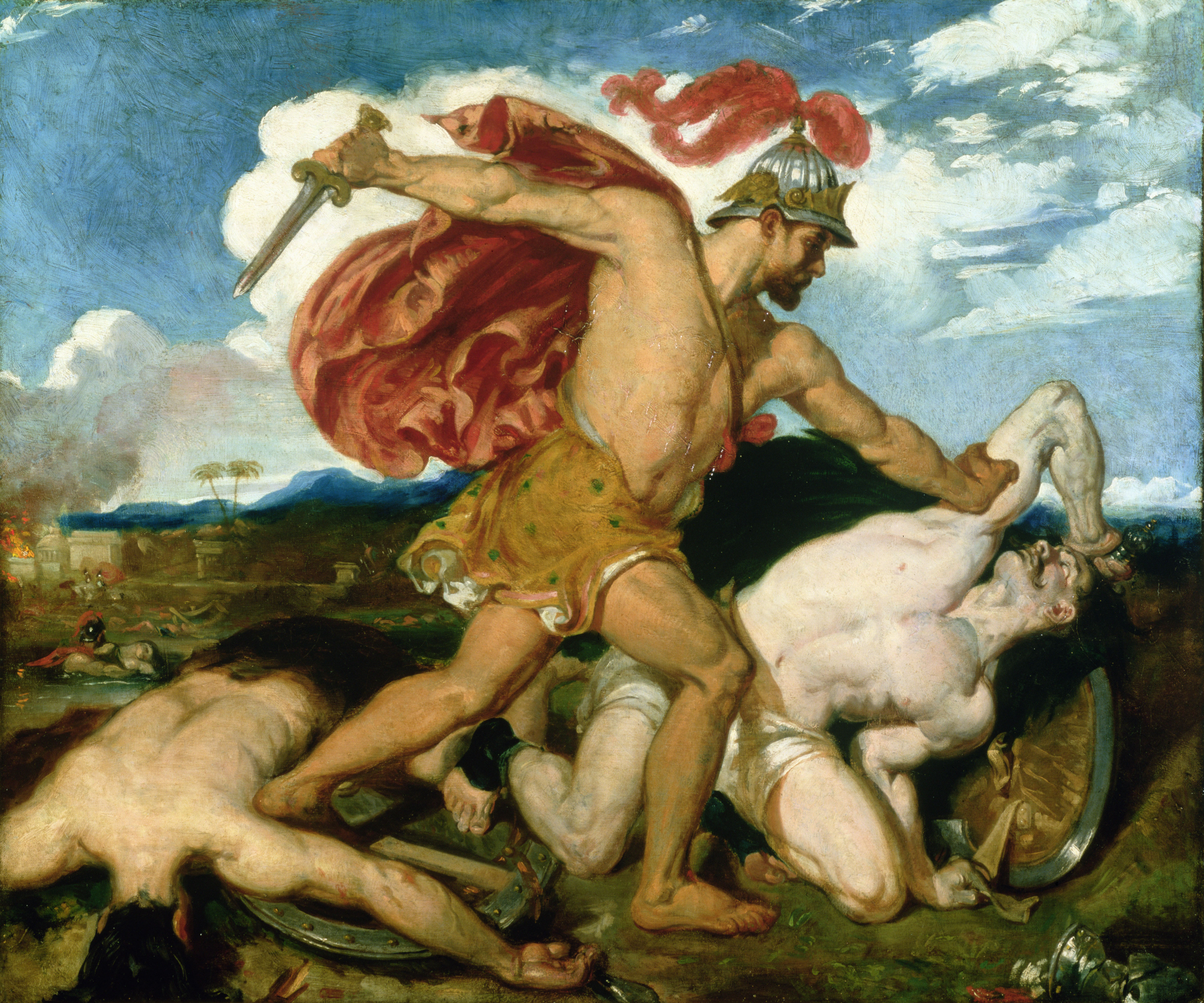
بنياه (1829، معرض يورك للفن)

## البيع والعرض

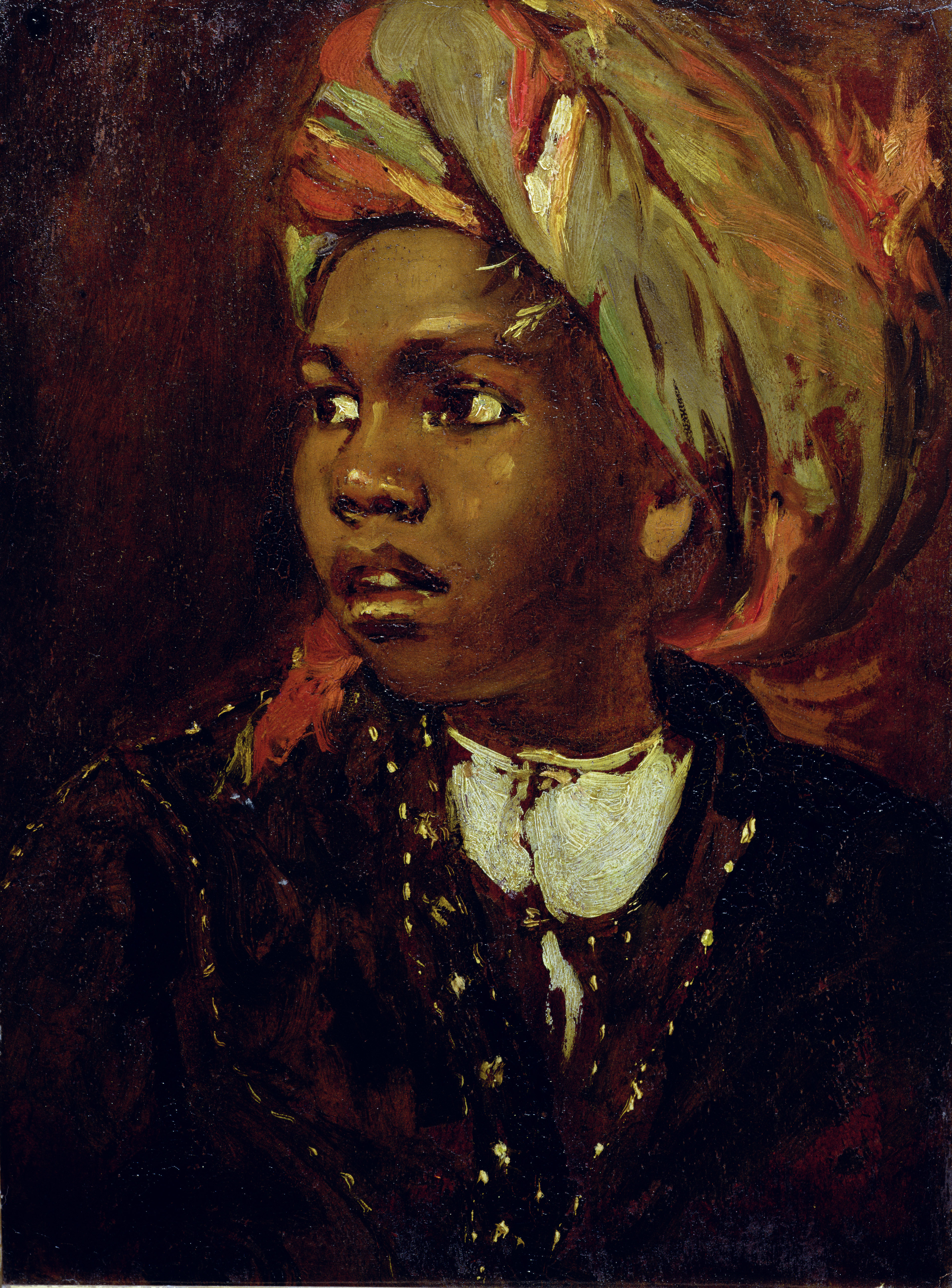
كان وليام إتي قد قام برسم موديلات سوداء، مثل دراسة صبي أسود (1827–38، معرض يورك للفن)